# La gran piscina de Bursa
La gran piscina de Bursa  (La Grande Piscine de Brousse) es una famosa pintura al óleo sobre lienzo del artista francés Jean-Léon Gérôme, realizada en 1885 y actualmente conservada en una colección privada.

## Historia
En 1879, Jean-Léon Gérôme visitó Bursa (o Brussa), en la actual Turquía, por aquel entonces parte del Imperio Otomano (había sido su capital antes de la toma de Constantinopla en 1453). Durante su estancia no sólo hizo bocetos de los monumentos más antiguos de la ciudad, incluido el mausoleo verde de Mehmed I, sino que también documentó el interior de los  baños públicos de la ciudad en un boceto al óleo que desde entonces se ha perdido.
En 1885, la obra fue expuesta en el Salón de París.  Esta obra pertenece a una exitosa serie de pinturas orientalistas de Gérôme que tenían como tema principal el baño de las mujeres en el mundo islámico (como La piscina del harén de 1876, hoy en el Museo del Hermitage en San Petersburgo). Tras ser adquirido por el zar Alejandro III, el lienzo permaneció en el Hermitage hasta que fue vendido a Estados Unidos en 1918.

## Descripción

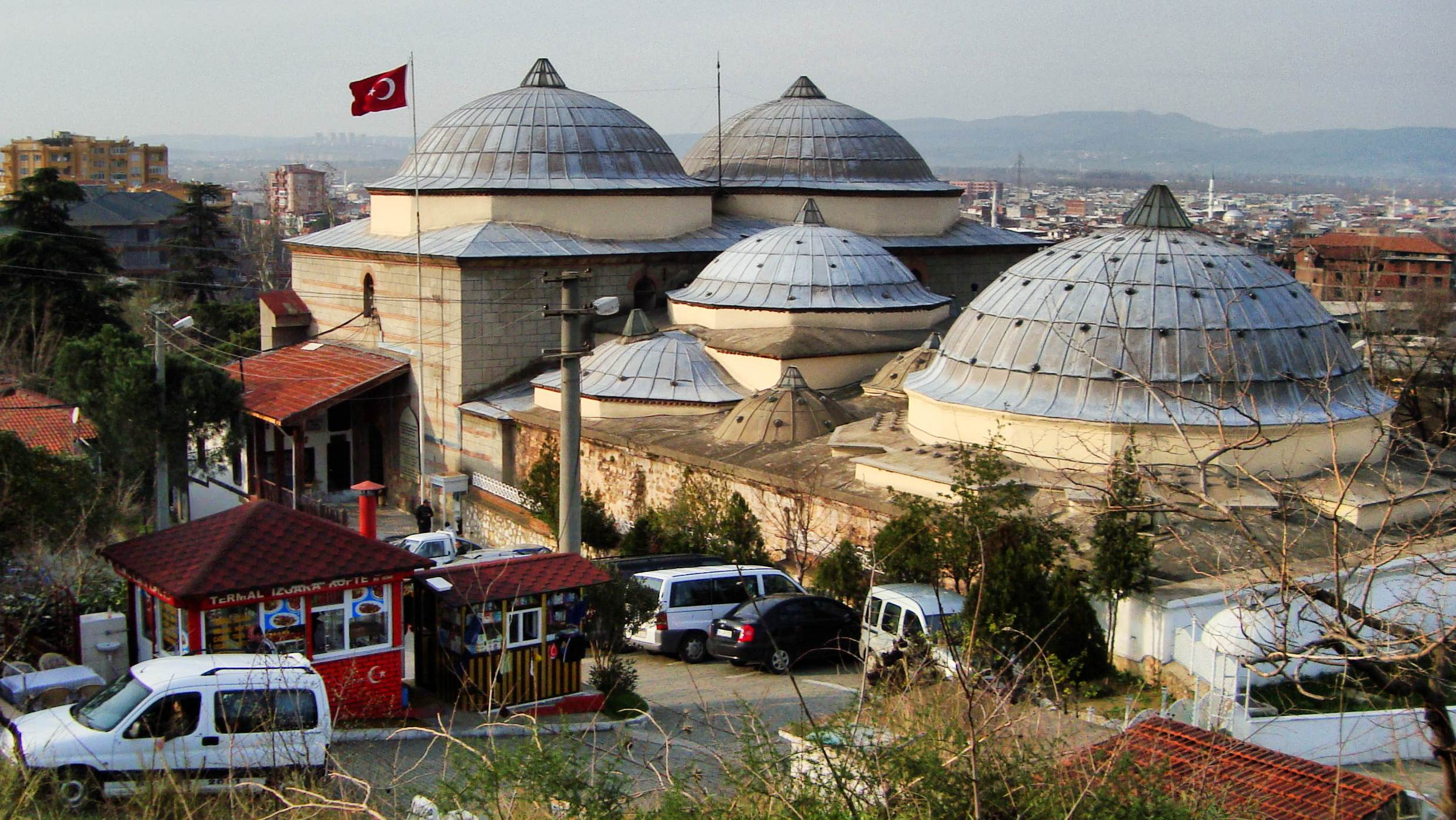
El complejo termal Yeni Kaplica en Bursa.

El lienzo representa una piscina pública cubierta situada en la ciudad de Bursa. El lugar es el caldarium del complejo termal Yeni Kaplica, los "baños nuevos" construidos en 1552, quizás diseñados por el arquitecto Sinan. La gran piscina octogonal está iluminada por los rayos del sol que llegan desde arriba procedentes de óculos en las bóvedas y está encerrada en una gran estructura con paredes arqueadas, similar a las construcciones románicas. 
Algunas mujeres se relajan en el agua, mientras otras sentadas en el borde se bañan los pies o se relajan (una tiene un narguile en la mano).  Según un crítico que escribe para la revista londinense The Athenaeum, esta pintura es más elaborada que otras obras del artista de Vesoul y presenta más figuras, con sensación de movimiento y actividad. La paleta de color es rica y vibrante y los detalles de ropa y accesorios, con telas lujosas y joyas brillantes, crean un toque de opulencia.
En primer plano a la derecha hay una mujer desnuda de espaldas que se prepara para alejarse, apoyada en una mujer negra: a menudo, en las obras orientalistas del siglo XIX, las mujeres negras eran retratadas como esclavas en contraste con sus amas las mujeres blancas del harén. Ambas usan altos chapines para evitar resbalones. La mirada altiva de la mujer desnuda parece atraer la atención de los bañistas en la piscina. En el artículo de The Athenaeum se la describe así: 

Esta joven bañista es una de las mejores figuras que el señor Gèrôme haya pintado jamás, es tan clara, firme, elástica y rosada. Está exquisitamente diseñada y elaborada con el máximo cuidado, refinamiento y sofisticación.

De hecho, la mujer es retratada en un contraste evocado por el desequilibrio de su actitud inquieta y por el andar que se apoya en el hombro de la sirvienta. Este desnudo femenino visto desde atrás recuerda el de otra obra del artista, El mercado romano de esclavos de 1884. 